# Stanisław Palle
Stanisław Palle (ur. 19 kwietnia 1878 w Rząśnie, zm. 9 kwietnia 1926 w Rajczy) – tytularny pułkownik piechoty Wojska Polskiego.

## Życiorys
Urodził się 19 kwietnia 1878 w Rząśnie, w powiecie łowickim ówczesnej guberni warszawskiej, w rodzinie Wiktora (1836–1884) i Eleonory z Szymańskich (1838–1906). 1 stycznia 1909, w stopniu porucznika, pełnił służbę w 59 Lubelskim Pułku Piechoty w Odessie, należącym do 15 Dywizji Piechoty. W 1915, w stopniu kapitana, służył w 33 Syberyjskim Pułku Strzelców należącym do 9 Syberyjskiej Dywizji Strzelców, która wchodziła w skład 4 Syberyjskiego Korpusu Armijnego. 12 lipca tego roku został ranny. 22 lipca 1915 został nagrodzony Orężem Św. Jerzego za to, że „10 marca 1915 w walce pod wsią Karaska dowodząc dwiema kompaniami zaatakował okopy Niemców pod morderczym ogniem, wybił ich bagnetami i trzymał się”. Awansował na podpułkownika.
3 grudnia 1918 został przyjęty do Wojska Polskiego z byłego I Korpusu Polskiego i armii rosyjskiej, z zatwierdzeniem posiadanego stopnia pułkownika ze starszeństwem z 21 maja 1917 i przydzielony do Łódzkiego Okręgowego Pułku Piechoty w Łodzi na stanowisko dowódcy pułku. Pułkiem dowodził do 12 stycznia 1919 po czym wyjechał na front wołyński jako tymczasowy dowódca II batalionu 28 Pułku Piechoty. Wiosną tego roku dowodził grupą swojego imienia operującą w rejonie Rawy Ruskiej przeciwko Ukraińcom. W czasie ataku na Magierów i Niemirów „przez kilka dni napadała to na jedną, to na drugą miejscowość, rozbijając w ten sposób około 8 ukraińskich sotni, biorąc stu kilkudziesięciu jeńców, kilka karabinów maszynowych, dużo taboru, kasę batalionową itp.” 9 grudnia 1919 objął dowództwo 38 Pułku Piechoty. Na jego czele do maja 1920 walczył przeciwko bolszewikom. 11 czerwca 1920 został zatwierdzony z dniem 1 kwietnia 1920 w stopniu podpułkownika, w piechocie, w grupie oficerów byłych Korpusów Wschodnich i byłej armii rosyjskiej. 21 czerwca tego roku minister spraw wojskowych zezwolił mu korzystać tytularnie ze stopnia pułkownika.
1 czerwca 1921 pełnił służbę w Oddziale I Sztabu Ministerstwa Spraw Wojskowych, a jego oddziałem macierzystym był nadal 38 pp. Następnie został przydzielony do Powiatowej Komendy Uzupełnień Pińczów na stanowisko komendanta. 3 maja 1922 został zweryfikowany w stopniu podpułkownika ze starszeństwem z 1 czerwca 1919 i 34. lokatą w korpusie oficerów piechoty. Z dniem 10 września tego roku został przydzielony do Rezerwy Oficerów Sztabowych Dowództwa Okręgu Korpusu Nr X. Później został przeniesiony macierzyście do 2 Pułku Piechoty Legionów i przydzielony do Rezerwy Oficerów Sztabowych Dowództwa Okręgu Korpusu Nr V. W marcu 1924, w związku z likwidacją Rezerwy Oficerów Sztabowych, został przydzielony do dyspozycji dowódcy 20 Pułku Piechoty. W kwietniu tego roku został przeniesiony do 39 Pułku Piechoty w Jarosławiu na stanowisko zastępcy dowódcy pułku. W maju 1925 został przeniesiony do 60 Pułku Piechoty w Ostrowie Wielkopolskim na stanowisko zastępcy dowódcy pułku. W lipcu tego roku został przeniesiony do 42 Pułku Piechoty w Białymstoku na takie samo stanowisko. Zmarł 9 kwietnia 1926 w Rajczy.

## Ordery i odznaczenia
- Krzyż Walecznych[24]
- Oręż Św. Jerzego – 25 lipca 1915[4][3]
- Order Świętej Anny 2 stopnia z mieczami – 29 grudnia 1916[4]
- Order Świętego Stanisława 2 stopnia z mieczami – 19 listopada 1916[4]
- Order Świętej Anny 4 stopnia z napisem „Za odwagę” – 20 września 1915[4]